# Оренбургское генерал-губернаторство
Оренбу́ргское генера́л-губерна́торство — военно-административная единица Российской империи. Административный центр — город  Оренбург.
Учреждено Высочайшим Указом Правительствующему Сенату 9 февраля 1865 года.
Упразднено 11 июля 1881 года. 
До и после этого существовало как Оренбургская губерния.

## Органы власти

### Генерал-губернатор
| Ф. И. О.                       | Титул, чин, звание                      | Время замещения должности |
| ------------------------------ | --------------------------------------- | ------------------------- |
| Крыжановский Николай Андреевич | генерал-адъютант, генерал от артиллерии | 09.02.1865—11.07.1881     |